# 阿拉莫斯動胸龜
阿拉莫斯動胸龜（學名：Kinosternon alamosae）為動胸龜屬下的一種龜。發現於墨西哥。

## 分佈
阿拉莫斯動胸龜只生活在墨西哥的索諾拉州和錫那羅亞州。